# تومی کوریا
توماس استبان کوریا میراندا, شناخته شده به عنوان تومی کوریا (متولد ۵ دسامبر ۱۹۸۴) یک بازیکن فوتبال اهل اسپانیاست که در حال حاضر در تیم راپید وین در پست مهاجم بازی می‌کند.